# متحف إقليم الباسك لتاريخ الطب والعلوم
تأسس متحف الباسك لتاريخ الطب والعلوم على خوسيه لويس غوتي في عام 1982 للحفاظ على الذاكرة التاريخية للطب في إقليم الباسك والحفاظ على تراثها العلمي. يقع المتحف في حرم جامعة لايايوا جامعة إقليم الباسك، حيث يكتسب أهمية في تدريب الطلاب في كلية الطب والطلاب القادمين من كليات ومدارس أخرى . يدير المتحف في الوقت الحاض الأستاذ والطبيب أنطون إركوريكا.
يضم المعرض الدائم تقريبًا 6000 مادة طبية من القرنين التاسع عشر والعشرين، بشكل موضوعي في 24 غرفة مخصصة لمختلف التخصصات الطبية: الطب الشعبي، والطب غير التقليدي، والصيدلة، والأوزان والمقاييس، وعلم الأحياء الدقيقة والمجهريات، والمواد المخبرية، والأشعة السينية، وأأدوات طب النساء والتوليد، والجراحة، والتخدير، وأدوات التنظير، وطب الأسنان، وطب القلب، وطب العيون، والعلاج الكهربائي، وعلم التشريح المرضي والعلوم الطبيعية.
يشكل التدريس والبحث اثنين من أركان المتحف التي تستكمل بالمنشورات وتنظيم المؤتمرات والمحاضرات وغيرها من الأنشطة.

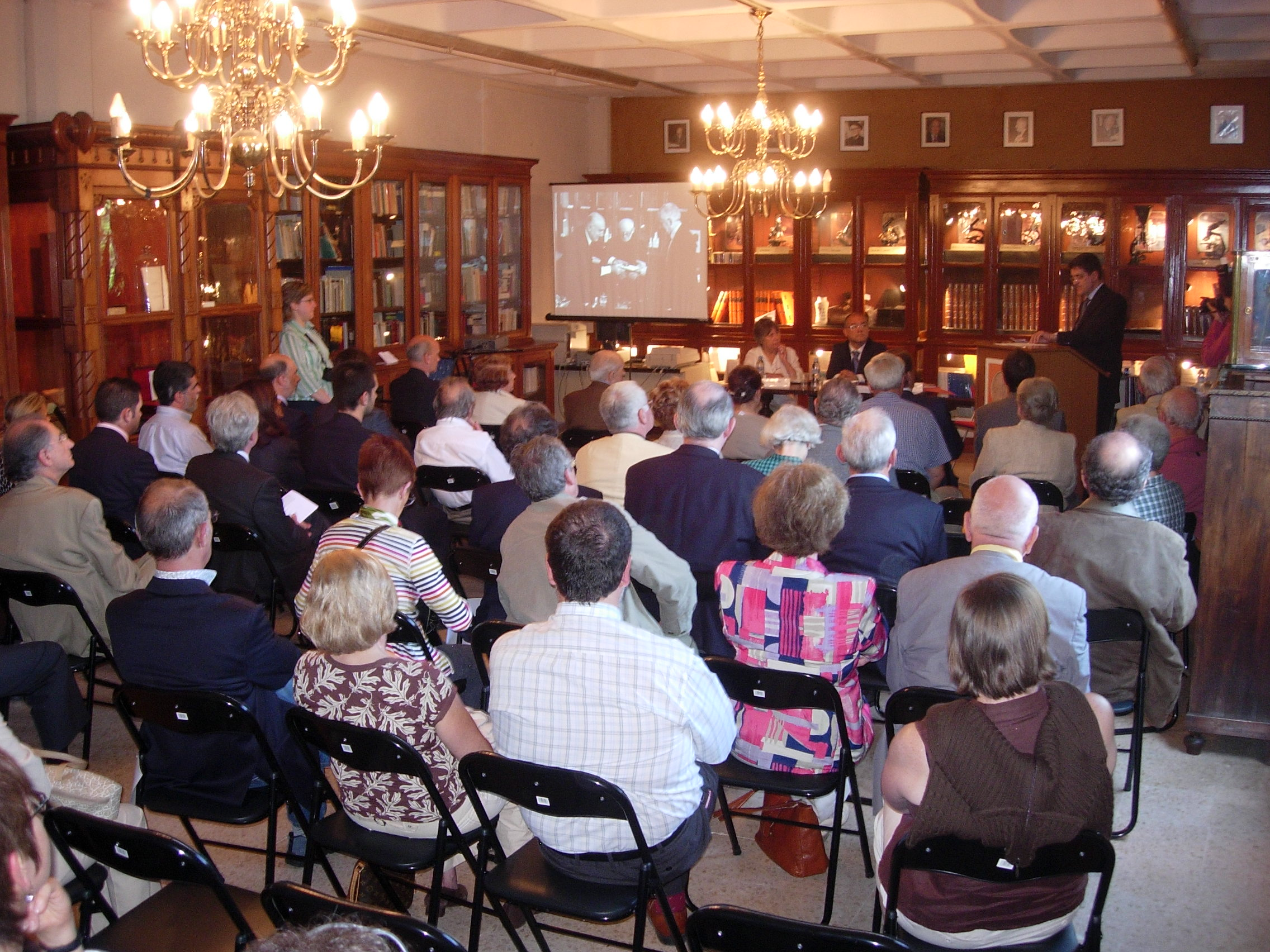
مؤتمر أكاديمي في مايو 2007
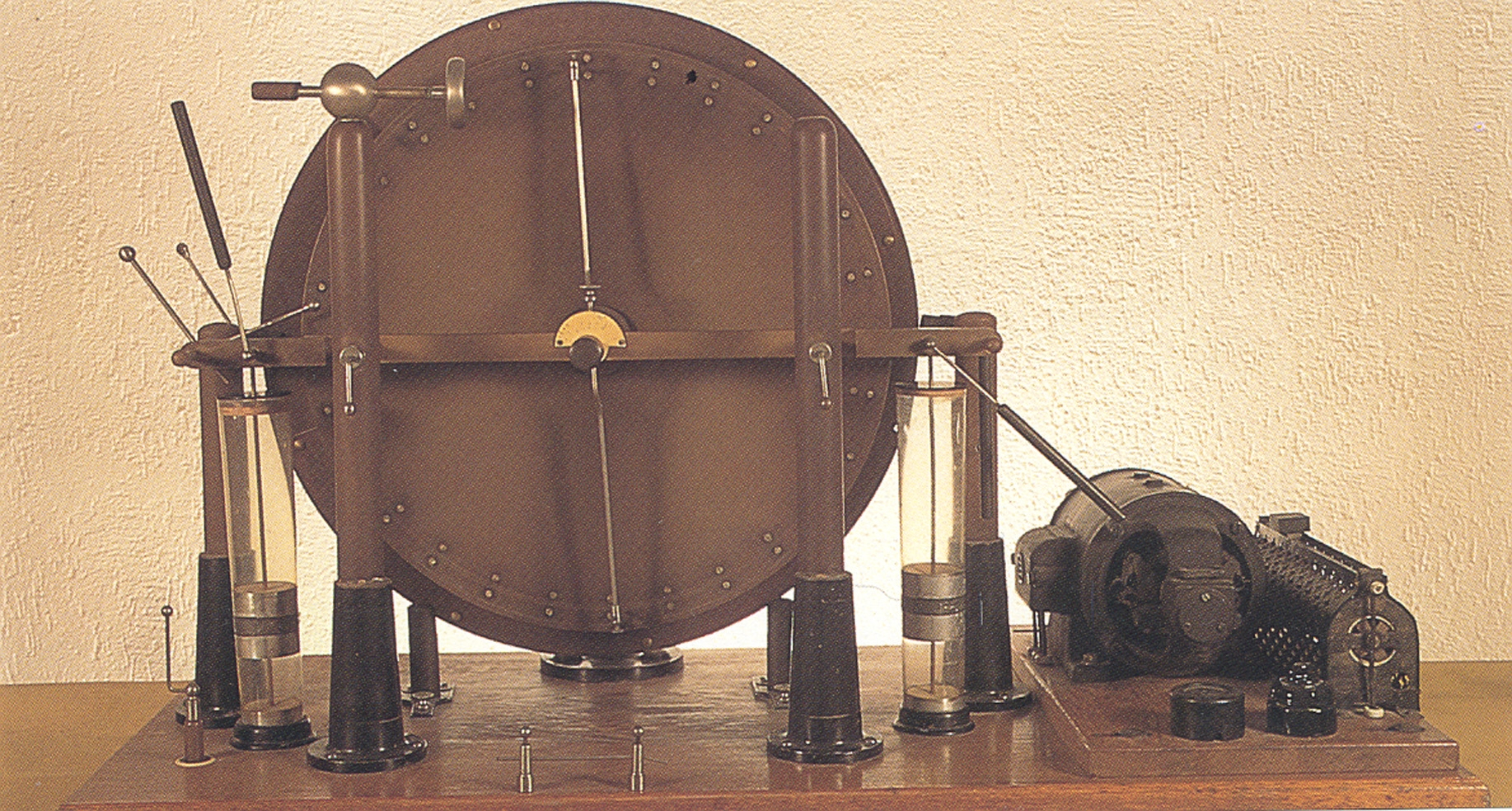
مولد ويشمورث الكهربائي 1900
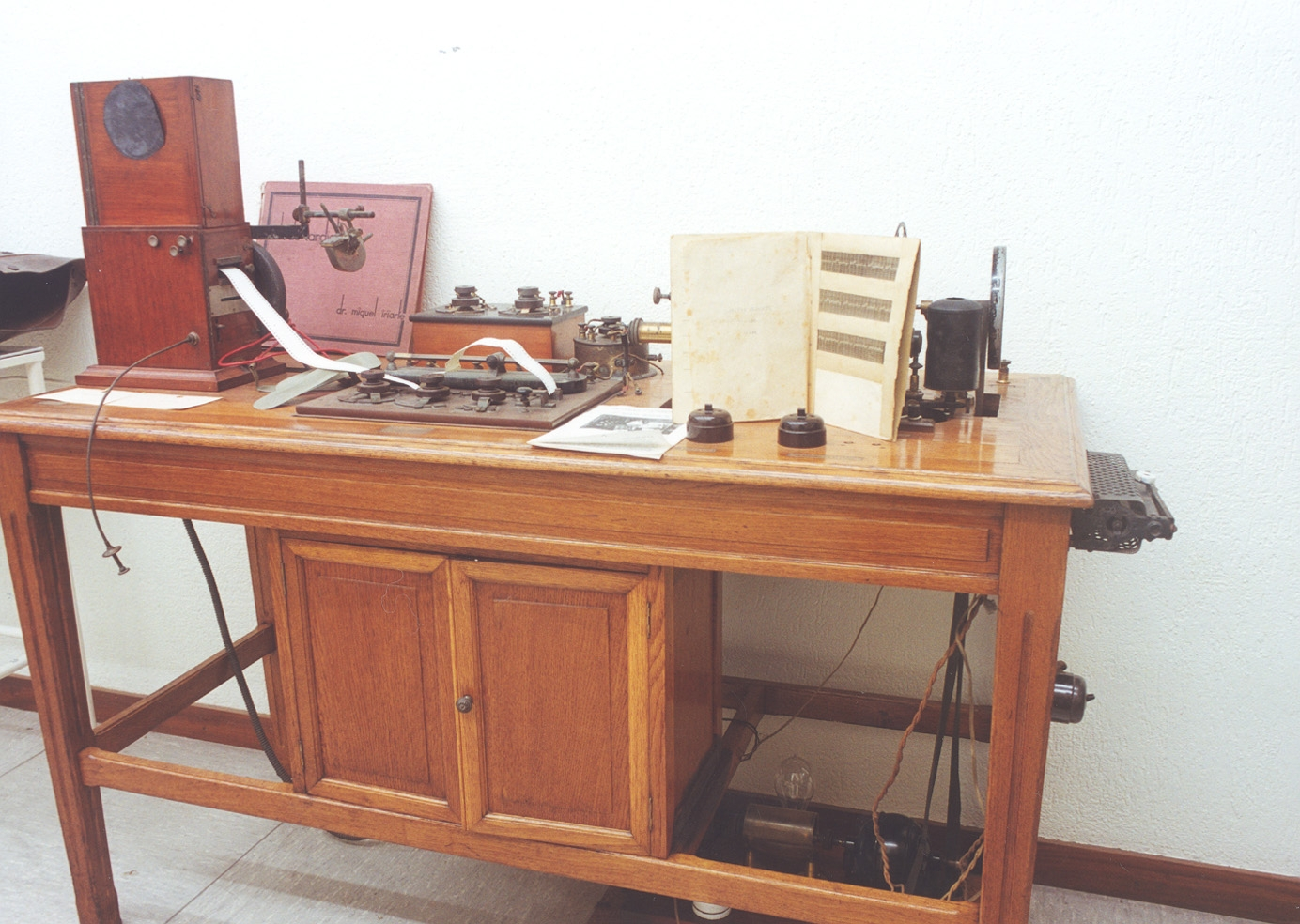
جهاز بريفيت سغدغ لتخطيط كهربية القلب -(باريس) (بالقرب من 1918)
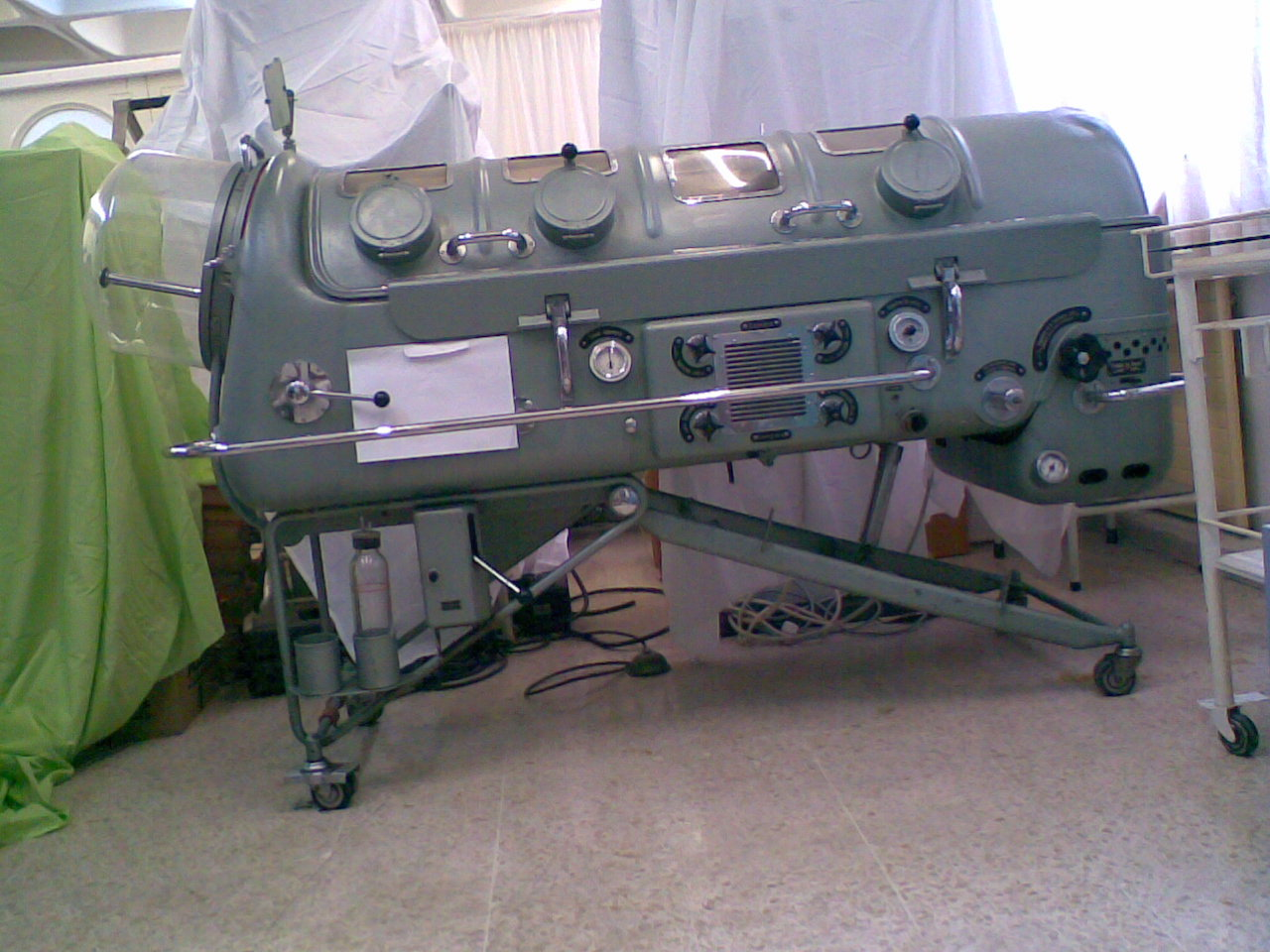
جهاز تنفس معدني يعود إلى القرن العشرين
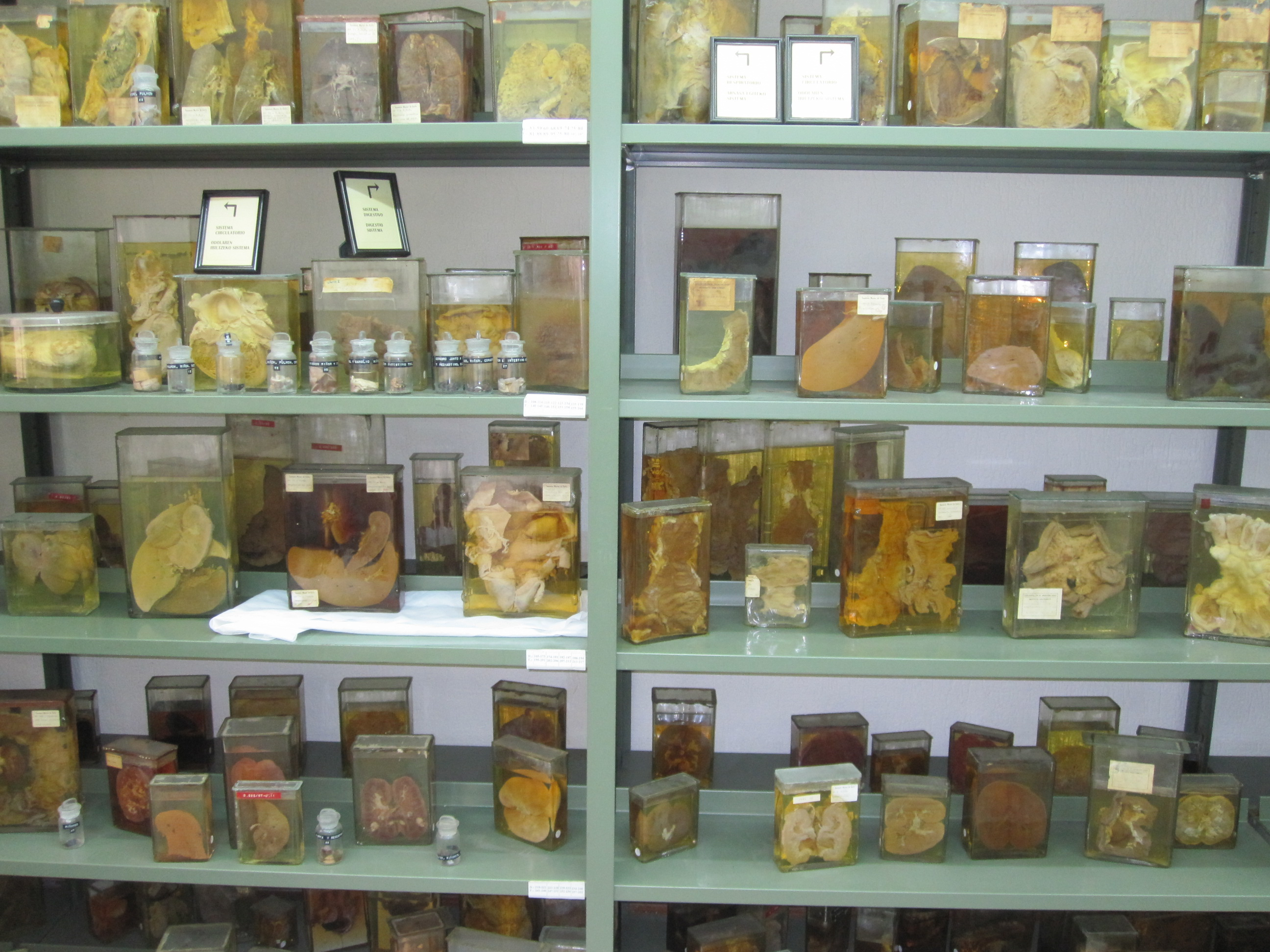
حجرة علم الأمراض التشريحية
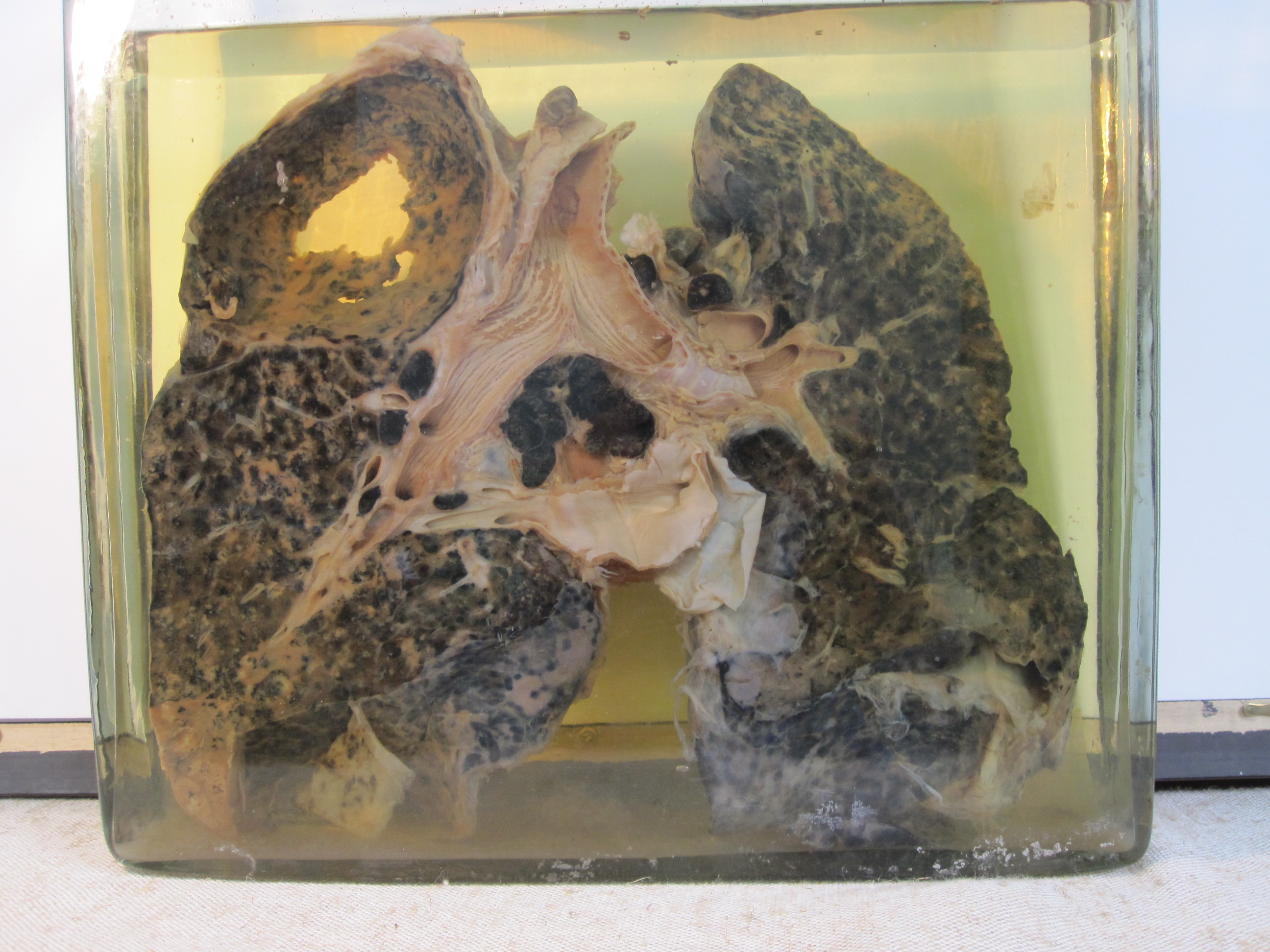
رئة مصابة بالسل وتسمم السيليكون
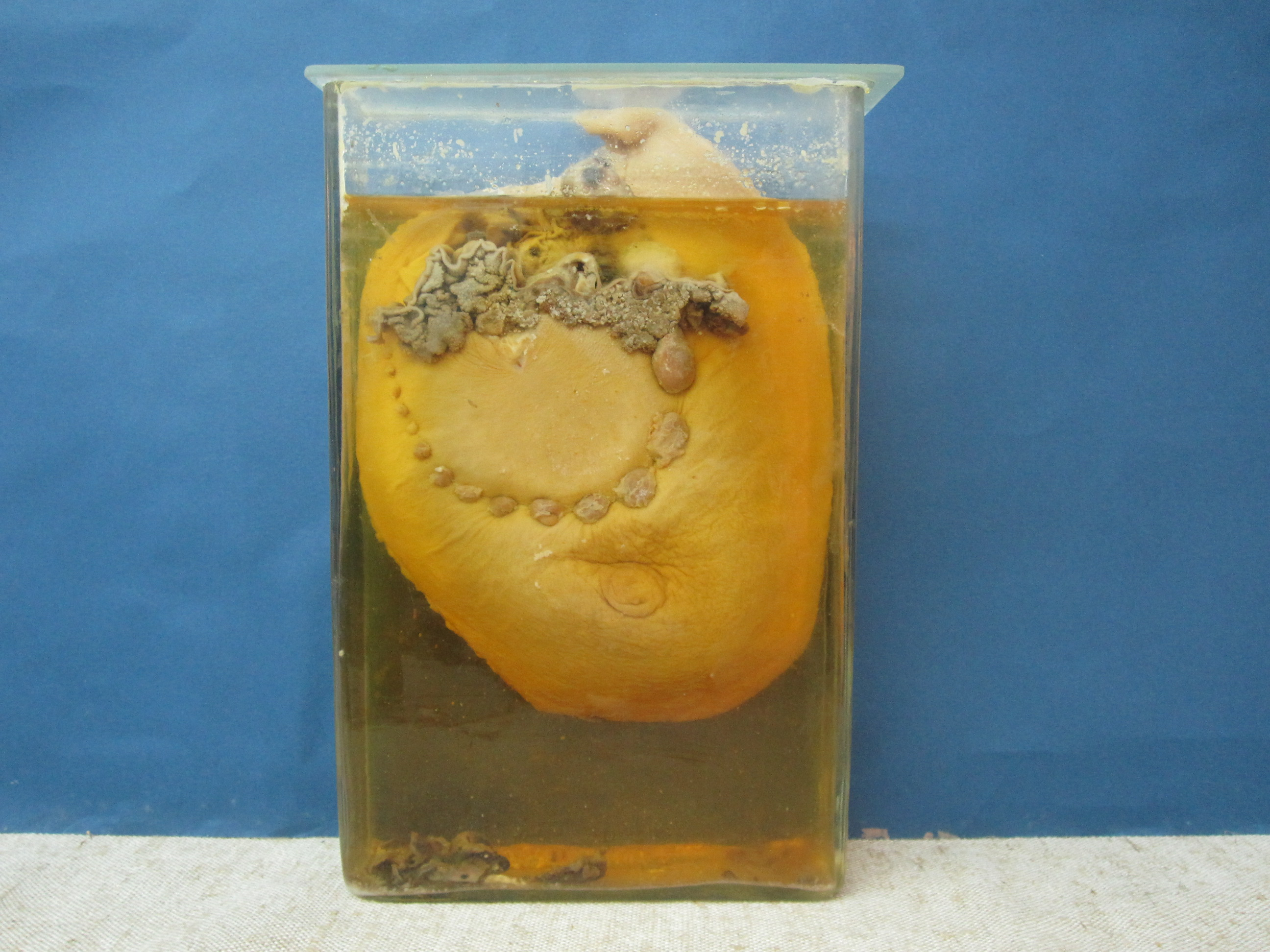
سرطان الثدي
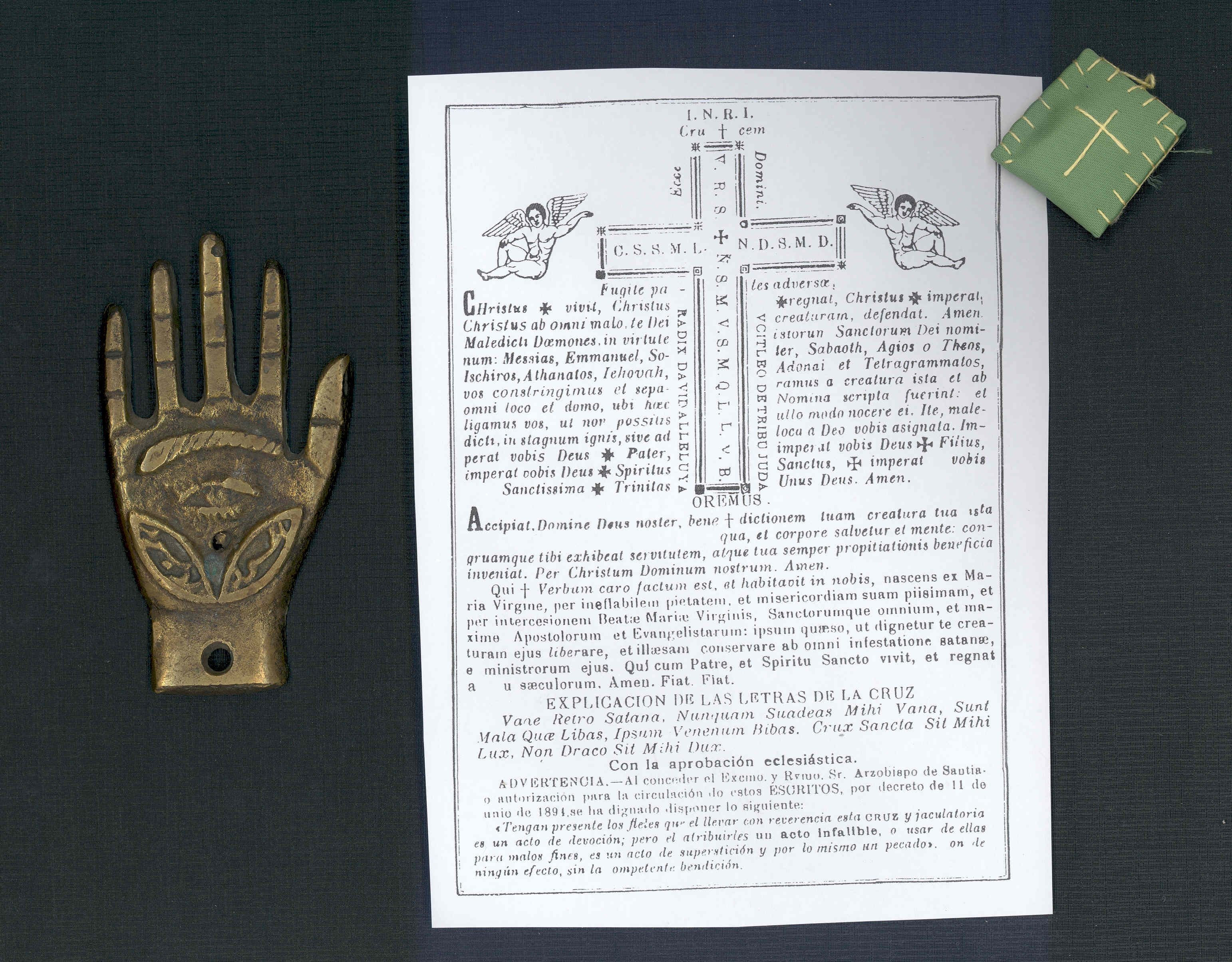
تمائم ضد الحسد
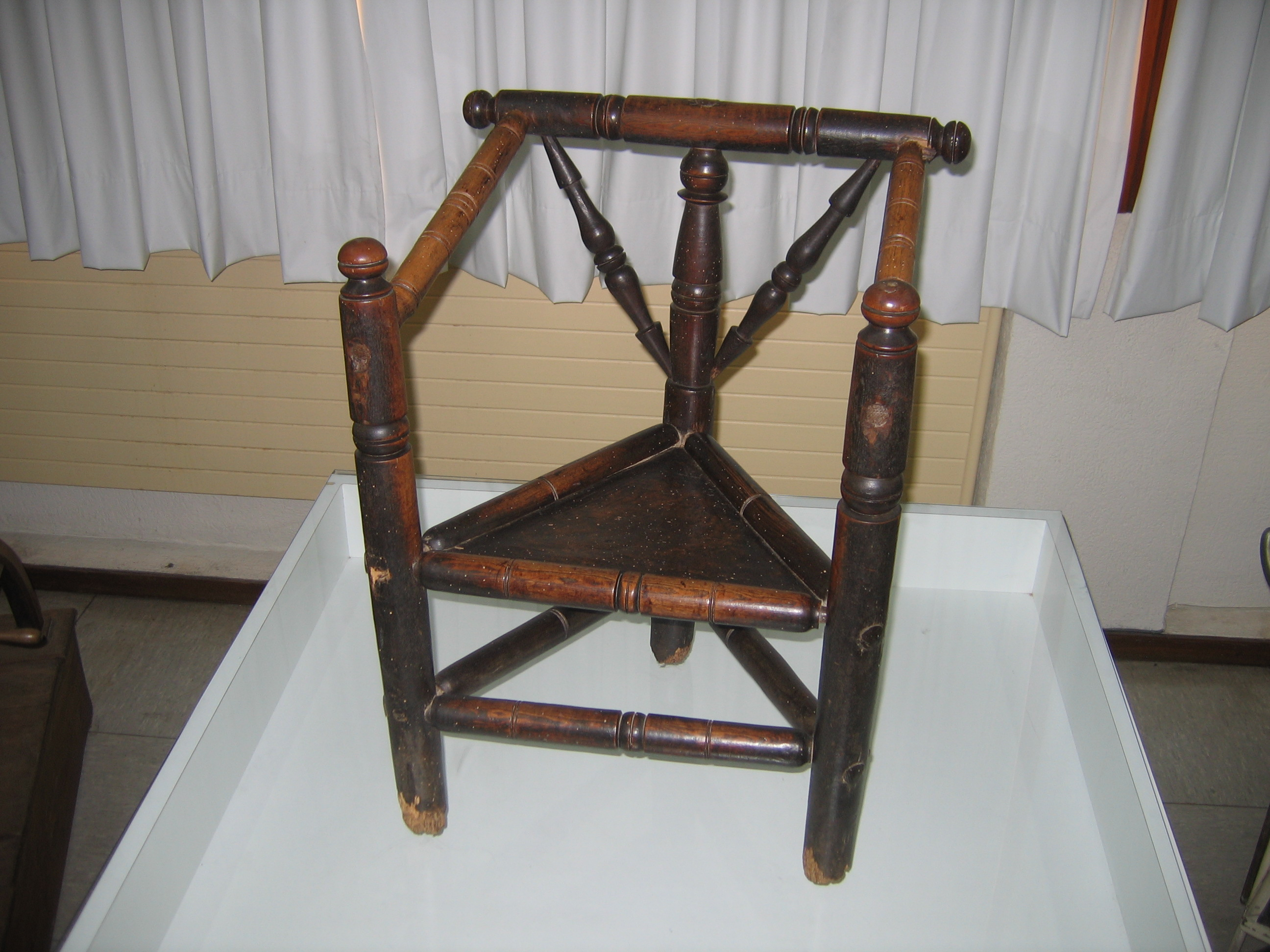
كرسي الولادة يعود إلى القرن الثامن عشر

## روابط خارجية
- متحف الباسك لتاريخ الطب والعلوم
- المتحف في نشرة الرابطة الأوروبية لمتاحف تاريخ العلوم الطبية نسخة محفوظة 26 يونيو 2012 على موقع واي باك مشين.
- معرض مرئي عن العلاج الكهربائي نسخة محفوظة 26 يونيو 2012 على موقع واي باك مشين.
- معرض مرئي عن ستولتيفيرا نافيس. سفينة الحمقى نسخة محفوظة 26 يونيو 2012 على موقع واي باك مشين.
- طب النساء والتوليد عبر التاريخ نسخة محفوظة 26 يونيو 2012 على موقع واي باك مشين.